# Клоун Арт
Клоун Арт — вигаданий персонаж і головний антагоніст франшизи Жахаючий. Персонаж, створений Демієном Леоне, вперше з'явився в короткометражних фільмах «9-е коло» (2008) і «Жах» (2011). Обидва ці короткометражні фільми були представлені в антології «Вечір усіх святих» (2013), яка стала дебютом Арта в повнометражному фільмі. У цих початкових ролях роль Арта виконував актор Майк Джаннелл, перш ніж залишити кар'єру. Його наступником став Девід Говард Торнтон, який взяв на себе роль у фільмах «Жахаючий» (2016), «Жахаючий 2» (2022) і «Жахаючий 3» (2024).
Арт вперше з'явився як персонаж другого плану в дебютному короткометражному фільмі Дем'єна Леоне, де режисер досліджував різні концепції жахів. Глядачі особливо добре відреагували на «Арт», завдяки чому Леоне протягом наступного десятиліття перетворив персонажа на постійного лиходія. Арт став культовою фігурою в поп-культурі та горезвісним злим клоуном після критичного та комерційного успіху Terrifier 2. Хоча його передісторія залишається невідомою, Арт постійно демонструє надприродні здібності в усіх своїх ролях. Його супротивником є остання дівчина Сієнна Шоу, яку зіграла Лорен Лавера. Леоне створив персонажів Сієнни та Арта, щоб відобразити біблійний конфлікт між добром і злом.

## Ролі у фільмах

### Фільм
Дебют персонажа відбувся в короткометражці The 9th Circle (2008), де він переслідував дівчину Кейсі (Кайла Ліан) на порожній вокзальній станції в Хелловін. Зрештою, Арт викрадає Кейсі і приводить її до сатанинського культу для принесення в жертву Сатані.
Арт вдруге з'явився в короткометражному фільмі «Terrifier» (2011), де він переслідує та знущається над молодою жінкою, яка стала свідком одного з його вбивств на автозаправці.
Персонаж дебютував у повнометражному фільмі «All Hallows’ Eve» (2013), який містить два попередні короткометражні фільми у вигляді сегментів на VHS-касетах, що їх головна героїня Сара (Кеті Магвайр) дивиться з дітьми, за якими вона доглядає в ніч на Хелловін. Арт проникає у реальний світ і вбиває дітей, яких знаходить налякана Сара.
Друга поява Арта у повнометражному кіно відбулася в слешер-фільмі «Terrifier» (2016). У цьому фільмі Арт живе в вигаданому графстві Майлс, штат Нью-Йорк, і переслідує вечірку Тару Хейз (Дженна Канелл) та її сестру Вікторію (Саманта Скафіді) в ніч на Хелловін. Після того як Тара зникає, Арт намагається накинутися на Вікторію, єдину, хто залишився. Вікторія бореться з Артом, але врешті-решт його затримує поліція, і він вчиняє самогубство.
У фільмі «Terrifier 2» (2022) зловісна істота, на ім'я Маленька Бліда Дівчинка воскресила Арта і супроводжує його в переслідуванні Сієнни Шоу (Лорен ЛаВера) та її молодшого брата. Їхній батько був художником, який помер від пухлини мозку. Він уявляв Арта та його жертв у своїх малюнках ще до того, як це сталося, і зобразив Сієнну як героїню в образі ангела-воїна, призначену для боротьби з Артом, давши їй меч перед своєю смертю. Сієнна, яка створила костюм на Хелловін на основі малюнків батька, веде бій з Артом на покинутому карнавалі. Арт зазнає поразки, коли Сієнна відсікає йому голову батьковим мечем. Проте він знову оживає після того, як Вікторія Хейз, яка перебуває в психіатричній лікарні, народжує його живу голову.

## Задум та створення
Ідея Арта виникла у Леоне з його уявлення про жінку, яка закінчує роботу і їде додому на міському автобусі, де до неї підсідає клоун і починає її дразнити. Він уявляв Арта як персонажа, який має бути одночасно тривожним і комічним для глядачів, але з часом стає «поступово більш загрозливим і агресивним». Арт з'явився у дебютному фільмі Леоне, короткометражці «9-те коло» (2008), лише як другорядний персонаж. Як зазначає Леоне: «Я вніс все: клоунів, відьм, демонів, монстрів, сподіваючись, що щось з цього приживеться».
Арт з'явився в наступному фільмі Леоне, короткометражці «Terrifier» (2011), де він переслідує дизайнера костюмів, який став свідком одного з його вбивств на автозаправці. У цьому фільмі Арт отримав більш значну роль після того, як глядачі короткометражки «9-те коло» виявили інтерес до персонажа. Продюсер фільму Джессі Багет, який побачив короткометражки на YouTube, звернувся до Леоне з пропозицією включити їх до антологічного фільму. Леоне розглянув це як можливість зняти повнометражний фільм про Арта і в підсумку погодився. Це перетворилося на «All Hallows’ Eve» (2013), в якому була присутня основна сюжетна лінія про няню, яка стає мішенню Арта після того, як одна з дітей, за якими вона доглядає, отримує VHS-касету, що зображує Арта після збору солодощів. Цей антологічний фільм ще більше підтвердив, що Арт є надприродною істотою, хоча його походження залишається неоднозначним. Актор Майк Джіанеллі, який є другом Леоне, зображував Арта у всіх цих ролях перед тим, як піти з акторської кар'єри.
Після виходу фільму «All Hallows’ Eve» Леоне захотів створити повнометражний фільм, який зосередився б виключно на Арті, оскільки вважав, що 2010-ті роки потребували іконічного хорор-антагоніста, зокрема оригінального клоунського персонажа. Він прагнув зробити Арта протилежністю Пенівіза — танцюючого клоуна як за характером, так і за зовнішнім виглядом; Арт лисий, не говорить, використовує зброю та носить чорнобілі костюми й макіяж. Після того, як Джіанеллі завершив свою акторську кар'єру, роль Арта отримав Девід Говард Торнтон. Леоне описує різницю в акторському складі так: «Майк міг би бути просто хлопцем, одягнутим у костюм клоуна, тоді як Девід — це клоун. Якщо ви знаєте його особисто, він — ходяча карикатура. Він — Роджер Рабит у реальному житті, і ви б ніколи не повірили, що він Арт, але він знає, як перемкнути вимикач і перенести це в темне місце». Торнтон побачив оголошення на цифровому сайті кастингу Actors Access для «високого, худорлявого, комедійного актора з досвідом у клоунаді та комедії». Оскільки він був знайомий з Артом через «All Hallows’ Eve», Торнтон попросив свого агента подати його на цю роль; після імпровізації сцени вбивства під час прослуховування він отримав цю роль.

## Визнання
Сол Харріс у журналі Starburst описав Арта як «справді загадкового і незабутнього лиходія». Він зазначив, що персонаж «часто переходить межу, стаючи дійсно неприємним для перегляду», що робить його дещо відокремленим від таких ікон хорору, як Фреді Крюгер і Чакі. Особливу увагу слід приділити Девіду Говарду Торнтону за «дійсно чудове виконання, яке легко може змагатися з роботами Куррі та Скарсгарда».
В іншому, більш стриманому відгуку, блог Film School Rejects похвалив зображення Торнтона та його використання мови тіла, але розкритикував Terrifier, вважаючи персонажа мізогінним із «глибокою ненавистю до жінок».

## Поп-культура
У 2018 році компанія Terror Threads випустила різдвяний светр із зображенням персонажа. Американський репер і співак Ghostemane зазначає, що персонаж вплинув на його студійний альбом ANTI-ICON (2020). Девід Говард Торнтон пізніше знову виконав роль Арта у комедійній серії Bupkis 2023 року в епізоді «Show Me the Way».
У третьому фільмі Terrifier 3 звучить пісня «A Work of Art» від Ice Nine Kills, яка створена на основі цього персонажа.